# Zelda II: The Adventure of Link
Zelda II: The Adventure of Link werd uitgebracht in april 1988 in Japan op de Famicom en in januari 1989 in Europa op de NES. Het is het tweede spel in The Legend of Zelda-reeks en ook het tweede op de NES. Dit spel is net zoals de andere Zelda-spellen geproduceerd door Shigeru Miyamoto. Het spel wordt gekenmerkt doordat de speler gevechten vanaf de zijkant ziet en door de RPG- en platform-invloeden. De laatste twee kenmerken zouden later niet meer terugkeren in de gamereeks.
Link moet deze keer Zelda laten ontwaken, die betoverd is. Het enige dat haar kan laten ontwaken zijn zes kristallen die elk in een van de zes paleizen moeten worden geplaatst. Hij krijgt deze kristallen van Impa, het kindermeisje van Zelda.
In dit spel moet Link eerst alle zes paleizen uitspelen, en dan pas gaat het schild om het laatste paleis weg, en daar ligt de Triforce van Moed te wachten. Maar de reis gaat niet gemakkelijk: als het bloed van hij die Ganon versloeg op de as van Ganon valt, komt hij terug uit de dood, waardoor de paleizen vol met monsters zitten.
In dit Zelda-spel zitten ook spreuken waar Link bijvoorbeeld sterker van wordt, maar dat kost magie. Er kunnen twee nieuwe zwaardtechnieken geleerd worden: de 'Up thrust' (omhoog steken) en de 'down thrust' (naar beneden steken). Deze technieken leert hij van twee zwaardmeesters die verstopt zitten in het land.
De wereldkaart is anders dan in de andere Zelda-spellen want het speelt zich op een andere plek in Hyrule. In dit spel is er een west- en oostkant. Gebruik makende van een vlot kan tussen deze twee rijken gereisd worden.
Het spel is later nog vier keer uitgebracht op The Legend of Zelda: Collector's Edition disk in 2003, op de Gameboy Advance in 2005 als onderdeel van de NES Classics serie, sinds 7 februari 2007 kan men het spel downloaden voor de Wii en in 2011 als onderdeel van het Nintendo Ambassador Program voor de Nintendo 3DS.

## Platforms
| jaar | platform                                 |
| ---- | ---------------------------------------- |
| 1987 | Famicom Disk System                      |
| 1988 | NES                                      |
| 2004 | Game Boy Advance                         |
| 2007 | Virtual Console (Wii)                    |
| 2011 | Virtual Console (3DS)                    |
| 2013 | Virtual Console (Wii U)                  |
| 2019 | Nintendo Switch Online (Nintendo Switch) |

## Ontvangst
| Beoordeeld door       | Jaar | Platform         | Score |
| --------------------- | ---- | ---------------- | ----- |
| GameCola.net          | 2005 | NES              | 92%   |
| The Video Game Critic | 2008 | NES              | 91%   |
| Play Magazine         | 2004 | Game Boy Advance | 85%   |
| Armchair Empire, The  | 2005 | Game Boy Advance | 85%   |
| RPGFan                | 2001 | NES              | 83%   |
| Nintendo Land         | 2003 | NES              | 79%   |
| Nintendojo            | 2004 | Game Boy Advance | 72%   |
| Megablast             | 1992 | NES              | 71%   |
| Cheat Code Central    | 2004 | Game Boy Advance | 60%   |
| Eurogamer.de          | 2007 | Wii              | 40%   |